# The American Review: A Whig Journal
The American Review, cunoscută alternativ sub numele de The American Review: A Whig Journal și The American Whig Review, a fost o revistă lunară din New York care a fost publicată între 1844 și 1852. Editată de Wiley and Putnam, ea a fost deținută și redactată de către George H. Colton.

## Istoric
Primul număr al American Review a fost datat ianuarie 1845, deși a fost probabil publicat mai curând în octombrie 1844. Momentul apariției a fost astfel ales pentru a-l promova pe candidatul partidului Whig Henry Clay în alegerile prezidențiale împotriva lui James K. Polk, care a fost sprijinit de către Democratic Review.
În decembrie 1844, Edgar Allan Poe a fost recomandat ca redactor adjunct de către James Russell Lowell, dar nu a fost angajat. În mai 1846, Poe a scris o recenzie a creației literare a lui Colton în articolul The Literati of New York City, pe care l-a publicat în Godey's Lady's Book. Poe a descris poezia „Tecumseh” a lui Colton ca „insuportabil de plictisitoare”, dar a spus că revista era una dintre cele mai bune de acest gen din Statele Unite ale Americii.
The American Review a avut onoarea de a fi primul periodic autorizat pentru a publica poemul „Corbul” în februarie 1845. Acesta a fost tipărit sub pseudonimul „Quarles”. Un alt poem binecunoscut al lui Poe, „Ulalume”, a fost publicat de asemenea pentru prima dată (anonim) în American Review. Printre alte scrieri ale lui Poe care au fost publicate în American Review se află „Mică discuție cu o mumie” și „Faptele în cazul domnului Valdemar”.
The American Review și-a încetat apariția în anul 1852, fiind în imposibilitatea de a continua să-și plătească proprii colaboratori.